# Fundus

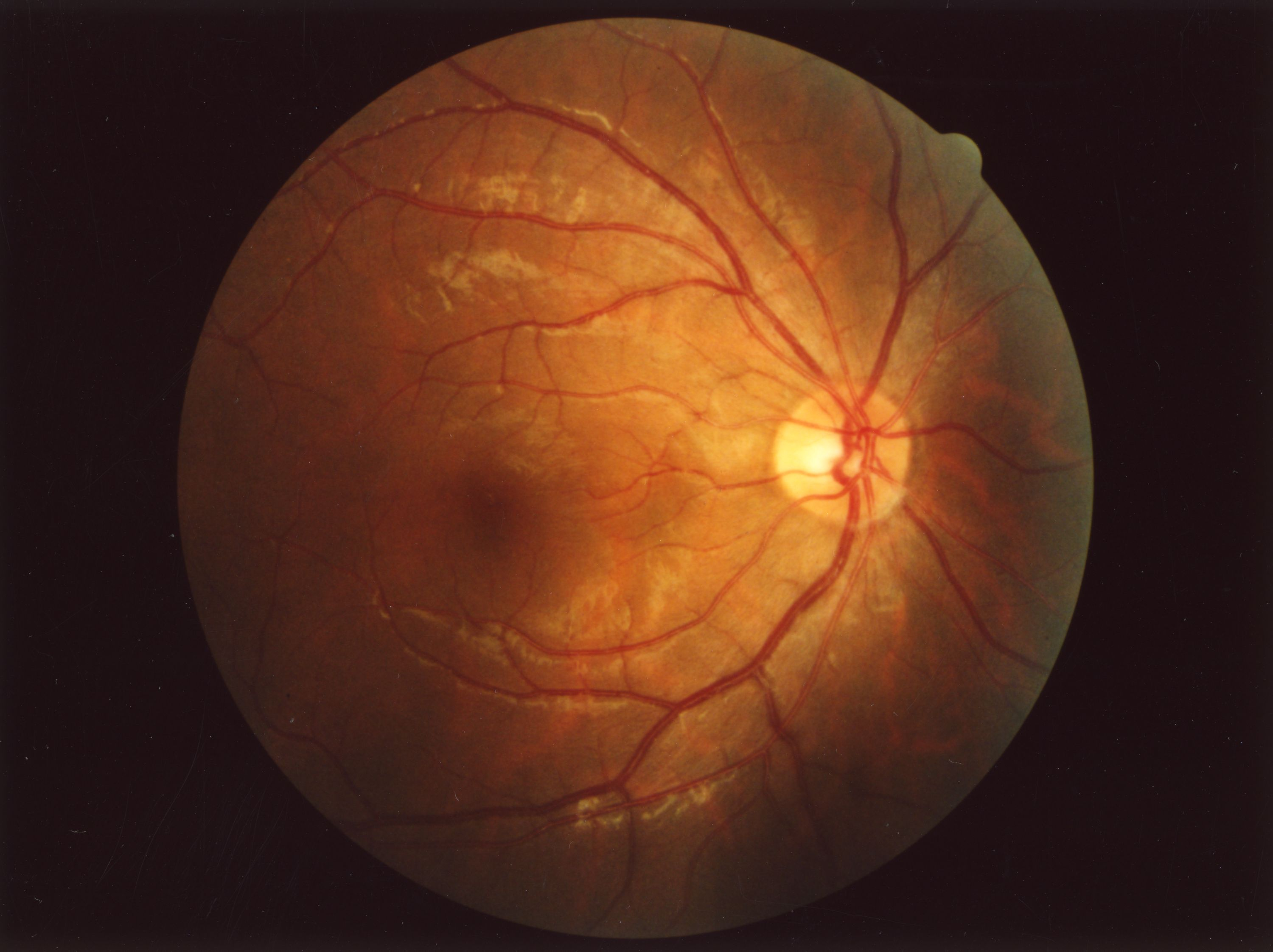
Fundus in un occhio umano.

Il fundus oculi è la faccia interiore dell'occhio, opposta al cristallino, e comprende la retina, il disco ottico, la macula, la fovea e il polo posteriore. 
Il fondo può essere visualizzato eseguendo una oftalmoscopia oppure una fotografia del fondo in corso di oftalmoscopia. Negli ultimi anni una nuova tecnica, l'oftalmoscopia con laser a scansione, ne ha permesso una visualizzazione molto precisa.

## Anatomia

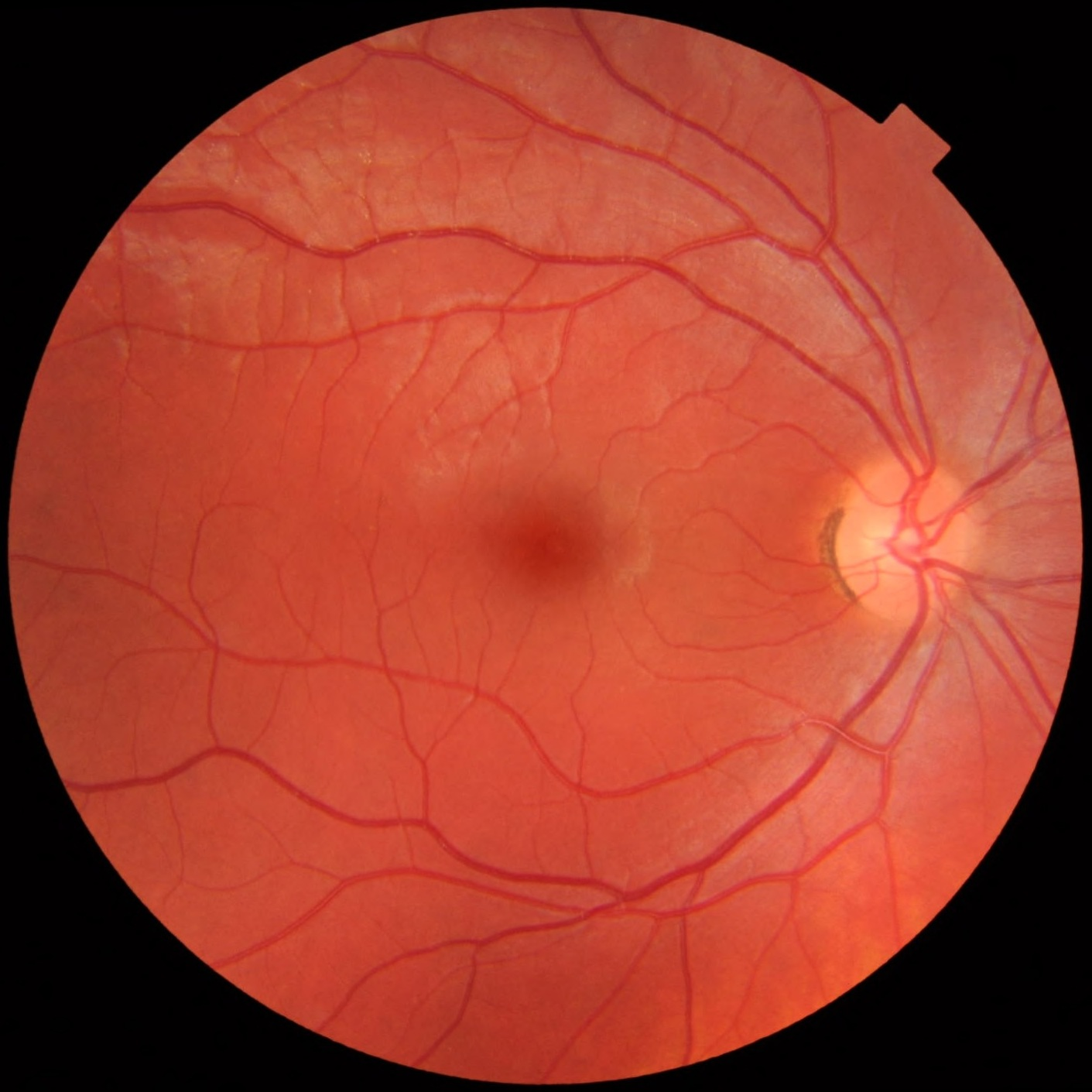
Fotografia del fondo dell'occhio destro. Lo sguardo del paziente è nella fotocamera, così nell'immagine la macula si trova al centro. Il disco ottico si trova verso il naso (nella foto a destra e verso il centro). La presenza di qualche pigmentazione nella zona perimetrale laterale non deve essere considerata patologica.

Il fondo dell'occhio comprende le seguenti strutture anatomiche:
- Retina
- Testa del nervo ottico (disco ottico o punto cieco)
- Vasi (arteria e vena centrale della retina)
- Macula lutea
- Parte periferica della retina e zona di transizione verso il corpo ciliare

Il fondo dell'occhio corrisponde alla parte posteriore dell'interno dell'occhio (papilla ottica, retina e vasi).
Il fondo dell'occhio presenta due parti: il polo posteriore che coincide con la parte centrale della retina, e che comprende la papilla e la macula, e la periferia retinica. 
L'esistenza di un grande numero di vasi nella coroide, la membrana interposta tra la sclera e la retina che svolge la funzione di tunica vascolare, spiega la colorazione rossa visibile in oftalmoscopia. La coroide è costituita da strati di vasi sovrapposti e dalla membrana di Bruch, a stretto contatto con l'epitelio pigmentato retinico.
La papilla ottica corrisponde alla testa del nervo ottico e forma un disco giallo-arancione più chiaro della retina circostante. 
In corrispondenza della papilla ottica emergono tutti i vasi che irrorano la retina. 
In prossimità della papilla ottica è possibile evidenziare una regione retinica più scura e priva di vasi. Questa zona prende il nome di macula ed è la regione retinica anatomicamente specializzata per la visione chiara e distinta delle cose (la restante parte della retina serve infatti ad ampliare il campo visivo e ad attirare l'attenzione sugli oggetti individuati).
Il colore del fundus oculi differisce da specie a specie. Nei primati il fundus può essere blu, verde, giallo o arancione. Soltanto nell'essere umano appare di colore rosso.
L'unico distretto del corpo umano che permette la visione diretta della microcircolazione è il fundus dell'occhio.

## Visualizzazione
Il fondo dell'occhio può essere visualizzato mediante:
- Oftalmoscopia diretta. È la modalità più semplice e più utilizzata.
- Oftalmoscopia indiretta. Permette la visione stereoscopica di un ampio settore della retina.
- Retinografia. Questa modalità permette la documentazione obiettiva di svariate patologie oculari e presenta il vantaggio che le immagini ottenute possono essere memorizzate in un sistema informatico per una visualizzazione successiva.
- Biomicroscopia. È la tecnica di esame in vivo dei tessuti oculari che si avvale di una lampada a fessura.  Consente di ottenere immagini del fondo altamente ingrandite di grande qualità.